# NGC 2963
NGC 2963 ist eine Balken-Spiralgalaxie vom Hubble-Typ SBab im Sternbild Drache. Sie ist schätzungsweise 312 Millionen Lichtjahre von der Milchstraße entfernt.
Das Objekt wurde am 3. April 1785 von Wilhelm Herschel entdeckt.